# Русанов, Владислав Валерьевич
Владисла́в Вале́рьевич Руса́нов (род. 1 августа 2001, Санкт-Петербург, Россия) — российский футболист, вратарь клуба «Леон Сатурн».

## Карьера

### «Энергетик-БГУ»
Воспитанник петербургского «Зенита». Выступал во второй команде клуба в юношеском первенстве. В апреле 2020 года футболист перешёл в белорусский клуб «Энергетик-БГУ», где стал выступать за дублирующий состав. Также вскоре футболист вменил свою фамилию Баконин на Русанов. Дебютный матч за основную команду клуба футболист сыграл 28 ноября 2020 года в заключительном туре против мозырской «Славии». Завершил сезон футболист вместе с клубом на итоговом десятом месте в чемпионате.
Новый сезон футболист начал с матча 9 апреля 2021 года против речицкого «Спутника». Футболист смог быстро закрепиться в основной команде клуба, чередуя матчи в стартовом составе с другими вратарями, проведя половину матчей в чемпионате. В декабре 2021 года футболист продлил контракт с клубом ещё на сезон. Следующий сезон футболист начал на скамейке запасных, потеряв место в стартовом составе из-за лимита на иностранцев. В июне 2022 года проходил просмотр «Велесе». Летом 2022 года футболист полностью выбыл из состава клуба.

### «Сатурн»
В июле 2023 года футболист перешёл в «Леон Сатурн», с которым был заключён однолетний контракт. Дебютировал за клуб футболист 22 июля 2023 года в матче против клуба «Коломна», сохранив свои ворота нетронутыми. На протяжении сезона футболист выступал в клубе в роли основного вратаря, отличившись 6 «сухими» матчами в 14 встречах во всех турнирах. По итогу сезона футболист вместе с клубом завершил чемпионат в своей группе на итоговом седьмом месте. В декабре 2023 года футболист продлил контракт с клубом ещё на сезон.